# Peter Ericson (snöskoterförare)
Peter Ericson, född 1981, är en svensk snöskoterförare från Kåge som bland annat vunnit VM i skotercross 2006, 2007 och 2009.